# Gauliga Nordmark
La Gauliga Nordmark era la principale manifestazione calcistica nella provincia di Schleswig-Holstein, nella Città libera di Amburgo, nella Città libera di Lubecca, nel Libero Stato di Meclemburgo-Schwerin, nel Libero Stato di Meclemburgo-Strelitz ed in parte del Libero Stato di Oldenburg fra il 1933 ed il 1942: a partire da questo anno venne infatti divisa in tre Gauligen distinte: Hamburg, Mecklenburg e Schleswig-Holstein.

## Storia
La lega venne introdotta ne 1933 in occasione della riforma del sistema calcistico tedesco. Fu fondata con dieci club che si sfidavano in un girone all'italiana: il vincitore si qualificava per il campionato nazionale tedesco, mentre l'ultima classificata retrocedeva. Nella stagione 1939-1940 il campionato era invece formato da due gironi per un totale di tredici squadre, che però tornò immediatamente al girone unico.
La stagione 1941-1942 fu l'ultima del campionato: da quella seguente il campionato venne diviso in tre Gauligen: Hamburg, Mecklenburg e Schleswig-Holstein. Infine, nel dopoguerra le squadre vennero inglobate nell'Oberliga Nord.

## Vincitori e piazzati della Gauliga Nordmark
Di seguito vengono riportati il vincitore e il piazzato del campionato:
| Stagione | Vincitore       | Secondo posto    |
| 1933-34  | Eimsbütteler TV | Amburgo          |
| 1934-35  | Eimsbütteler TV | Amburgo          |
| 1935-36  | Eimsbütteler TV | Victoria Amburgo |
| 1936-37  | Amburgo         | Holstein Kiel    |
| 1937-38  | Amburgo         | Eimsbütteler TV  |
| 1938-39  | Amburgo         | Eimsbütteler TV  |
| 1939-40  | Eimsbütteler TV | Amburgo          |
| 1940-41  | Amburgo         | Eimsbütteler TV  |
| 1941-42  | Eimsbütteler TV | Amburgo          |

## Vincitori e piazzati della Gauliga Hamburg
Di seguito vengono riportati il vincitore e il piazzato del campionato:
| Stagione | Vincitore        | Secondo posto |
| 1942-43  | Victoria Amburgo | Amburgo       |
| 1943-44  | LSV Amburgo      | Amburgo       |
| 1944-45  | Amburgo          | Altona 93     |

## Vincitori e piazzati della Gauliga Mecklenburg
Di seguito vengono riportati il vincitore e il piazzato del campionato:
| Stagione | Vincitore   | Secondo posto         |
| 1942-43  | TSG Rostock | Luftwaffen SV Rechlin |
| 1943-44  | LSV Rerik   | Luftwaffen SV Rechlin |

## Vincitori e piazzati della Gauliga Schleswig-Holstein
Di seguito vengono riportati il vincitore e il piazzato del campionato:
| Stagione | Vincitore     | Secondo posto             |
| 1942-43  | Holstein Kiel | SG Ordnungspolizei Lübeck |
| 1943-44  | Holstein Kiel | FC Kilia Kiel             |